# OU812
OU812 es el octavo álbum de estudio de la banda de hard rock estadounidense Van Halen. Fue lanzado en mayo de 1988 y es el segundo álbum de la banda con el vocalista Sammy Hagar.
El título del disco es un chiste, que leído en inglés se pronuncia Oh, You Ate One Too (traducido al castellano es "Oh!, tu también te comiste una").
Si bien el álbum reconoce a Van Halen por escribir e interpretar y a Landee por la grabación, no hubo crédito de producción porque, según Hagar, "la banda prácticamente produjo el álbum. Y no éramos productores, en el sentido de que íbamos con una idea y le decíamos a todo el mundo lo que tenía que hacer y tomábamos el control. Simplemente no había un productor". La única versión de la canción del álbum, "A Apolitical Blues" de Little Feat, casualmente también fue hecha por el ex productor de Van Halen, Ted Templeman, y Landee, hasta el punto de que el ingeniero usó la misma configuración para grabar la versión de Van Halen.
OU812 alcanzó el número 1 en la lista Billboard 200. Impulsado por cuatro sencillos en el top 40 del Billboard Hot 100, "Black and Blue"(34), "Finish What Ya Started" (13); "When It's Love" (5) y "Feels So Good" (35). El álbum finalmente vendió más de 4 millones de copias.
El álbum fue remasterizado por Donn Landee y lanzado el 6 de octubre de 2023, como parte de The Collection II; los cuatro álbumes de estudio con Hagar como cantante, más un disco extra de ocho rarezas de esta época.

## Listado de canciones
Todas las canciones escritas y compuestas por Eddie Van Halen, Sammy Hagar, Michael Anthony y Alex Van Halen, excepto "A Apolitical Blues" de Lowell George. 
| Lado 1 |                            |          |  |
| N.º    | Título                     | Duración |  |
| 1.     | «Mine All Mine»            | 5:11     |  |
| 2.     | «When It's Love»           | 5:36     |  |
| 3.     | «A.F.U. (Naturally Wired)» | 4:28     |  |
| 4.     | «Cabo Wabo»                | 7:04     |  |

| Lado 2 |                          |          |  |
| N.º    | Título                   | Duración |  |
| 5.     | «Source of Infection»    | 3:58     |  |
| 6.     | «Feels So Good»          | 4:27     |  |
| 7.     | «Finish What Ya Started» | 4:20     |  |
| 8.     | «Black and Blue]]»       | 5:24     |  |
| 9.     | «Sucker in a 3 Piece»    | 5:52     |  |

| Solo en CD y servicios de streaming |                      |          |  |
| N.º                                 | Título               | Duración |  |
| 10.                                 | «A Apolitical Blues» | 3:50     |  |

Nota
- "A Apolitical Blues" no fue incluido en las ediciones en casete y vinilo.[6][7][8]

## Posicionamiento en listas

### Listas semanales
| Lista (1988-1989)              | Máxima posición |
| ------------------------------ | --------------- |
| Alemania (Offizielle Top 100)  | 12              |
| Australia (ARIA)               | 9               |
| Austria (Ö3 Austria)           | 21              |
| Canadá (RPM Top Albums)        | 1               |
| Estados Unidos (Billboard 200) | 1               |
| (The Official Finnish Charts)  | 1               |
| (Oricon)                       | 7               |
| Noruega (VG-lista)             | 5               |
| Países Bajos (Album Top 100)   | 22              |
| (UK Albums Chart)              | 16              |
| Suecia (Sverigetopplistan)     | 9               |
| Suiza (Schweizer Hitparade)    | 9               |

### Listas de final de año
| Lista (1988)  | Posición |
| ------------- | -------- |
| Billboard 200 | 28       |
| Lista (1989)  | Posición |
| Billboard 200 | 71       |

## Personal

### Músicos
- Eddie Van Halen - guitarra solista y rítmica, teclados y coros.
- Sammy Hagar - voz, guitarra rítmica y solista
- Michael Anthony - bajo y coros.
- Alex Van Halen - batería y percusión.

### Producción
- Productores: Van Halen, Donn Landee
- Técnico: Donn Landee
- Técnico asistente: Ken Deane
- Masterización: Bobby Hata
- Dirección artística: Jeri Heiden, Maura P. McLaughlin
- Fotografía: Eika Aoshima, Stuart Watson